# 日産・パラメディック
日産・パラメディック （PARAMEDIC）は、1992年（平成4年）から日産自動車が生産・販売する高規格準拠救急車である。日本ではトヨタ・ハイメディックに次ぐ2番目に高シェアの高規格救急車である。

## 初代（1992年 - 1997年）

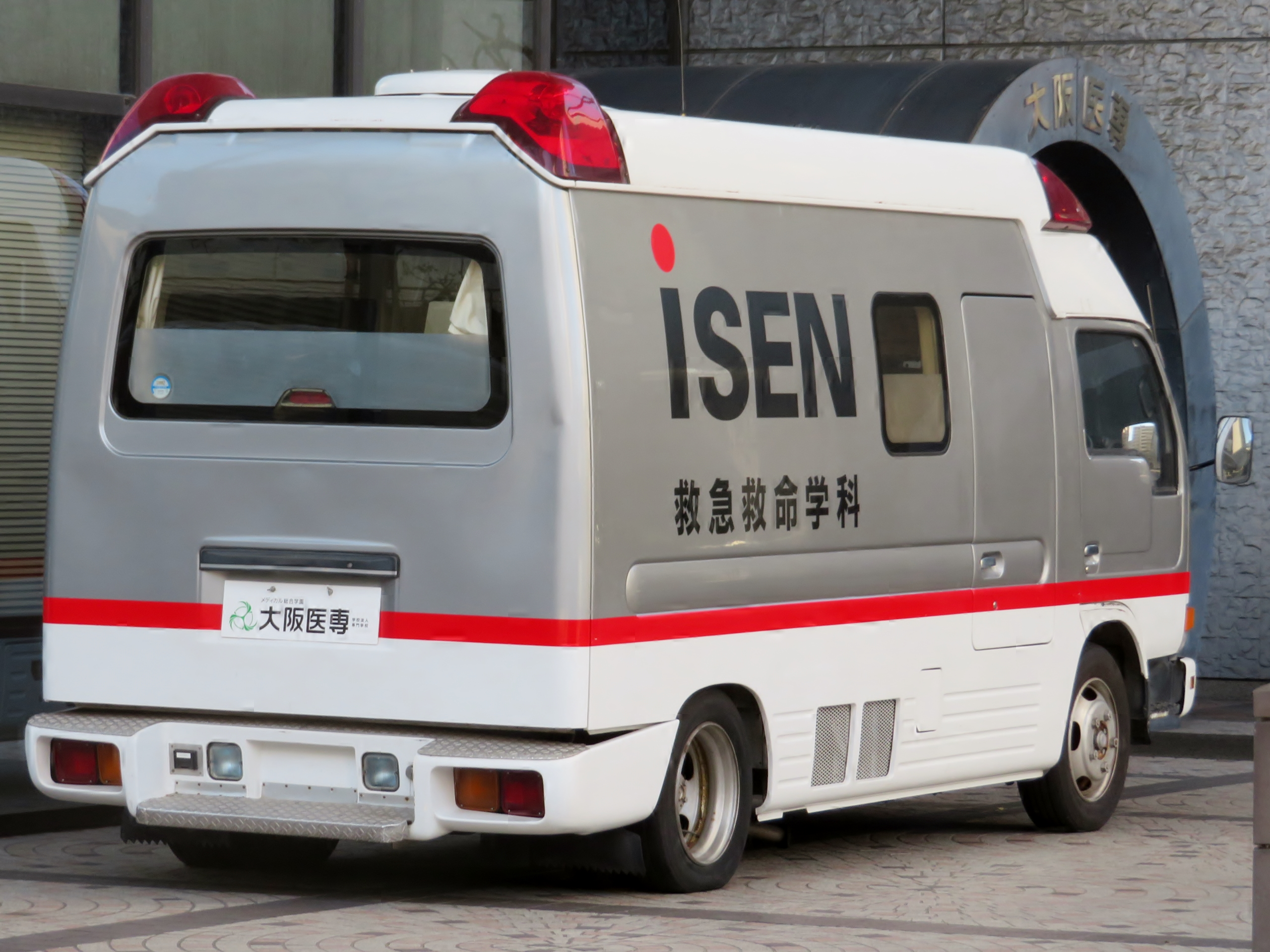
前期型リア
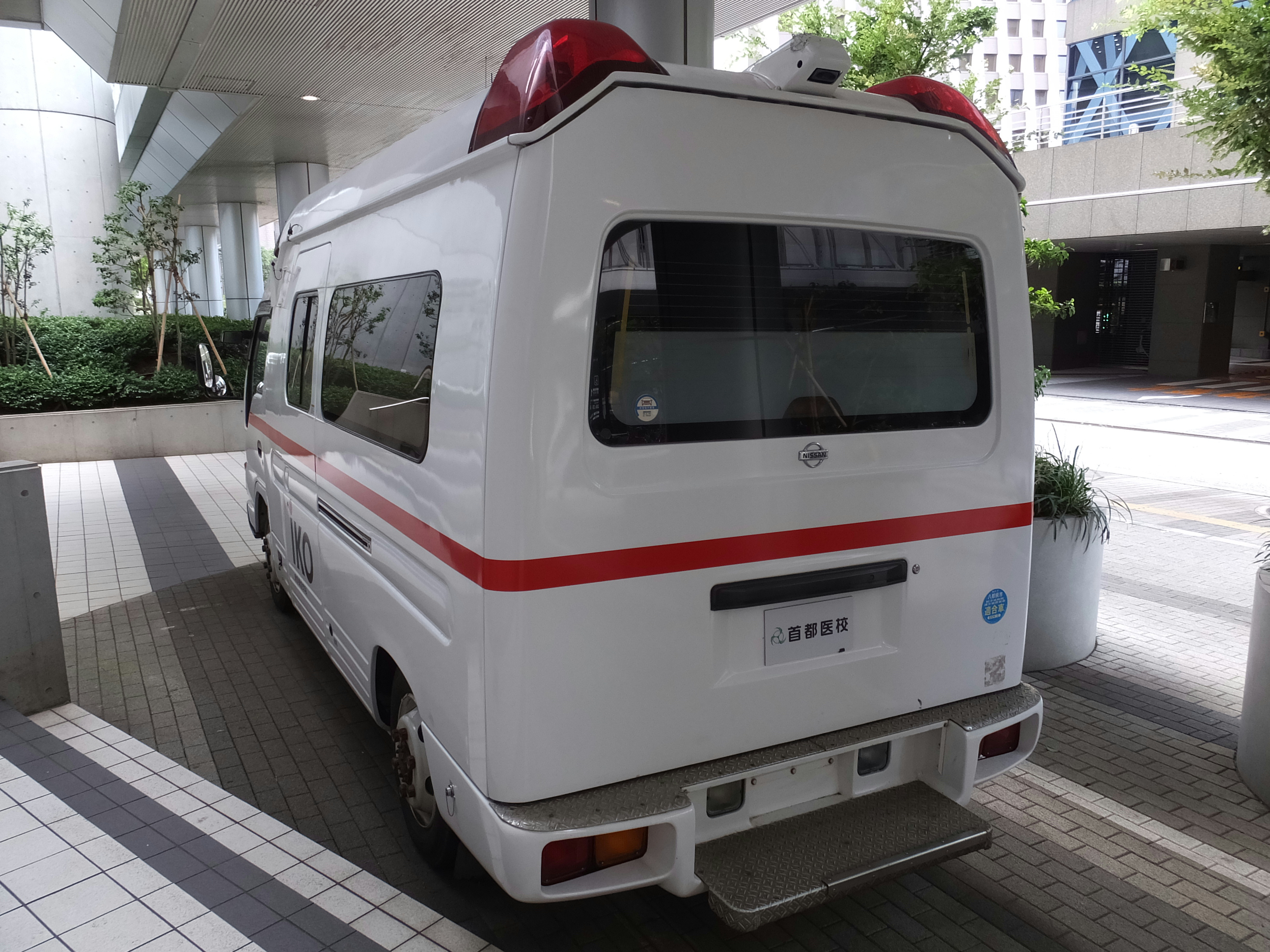
後期型リア

1991年
第29回東京モーターショーに、「ニッサン パラメディック」を参考出品した。
1992年
アトラス20をベースとして6月25日に全国発売。救急救命士制度に対応し、高度な応急処置が可能となった。
電動格納式防振架台が特徴的な機能として知られた。この装備は後のパラメディックIIと2代目パラメディックにも引き継がれている。
1995年
ベースのアトラス20がいすゞ・エルフのOEMに変更。
この年、いすゞもエルフをベースとした高規格救急車「スーパーメディック」を発売したが、ベース車両が共通であるだけでパラメディックとの関係はない。
1997年末
生産終了。
- 前期型リア
- 後期型リア

## パラメディックII（1994年 - 1997年）
1994年
パラメディックでは取り回しが悪いとの声があがることを想定し、E24型キャラバンをベースにしたパラメディックIIを追加。
4ナンバーサイズの全幅と短い全長の車体ながら、室内スペースを最大限有効に活用して作られた。
なお、いすゞにもスーパーメディックII（2代目ファーゴベース扱い）としてOEM供給がなされたが、導入は極少数に留まった。
製造終了後は同じベースの2B救急車と患者搬送車のみ販売・製造は継続されたが、2001年（平成13年）のE25型キャラバンへのフルモデルチェンジを契機に、オーテックジャパンが2B型救急車の開発・製造・発売を終了。同時にいすゞにOEM供給していたE24型ファーゴベースの2B型救急車も販売終了となった。
1997年（平成9年）末
生産終了。

## 2代目（ALE50/ALWE50/FLGE50/FLWGE50/FPGE50/FPWGE50型 1998年-2017年）
1998年（平成10年）5月15日
初代パラメディックとパラメディックIIの使い勝手の悪い部分の解消と安全性の向上(エアバッグの標準装備)を目指し、ライバル車のトヨタ・ハイメディックに対抗するため、エルグランドの前部とキャラバンの二車種を結合させた形で登場。フロントセクションはE50型初代エルグランド、Bピラー以後はE24型キャラバンの中でもリアオーバーハングを延長したスーパーロングの車体を流用して製作された。
この専用ボディーは、エルグランド比で125 mm、キャラバン比で210 mm拡幅され、ルーフとバックドアは新規製作となった。また、拡幅されたボディーに合わせ、Y60/Y61型サファリのリアアクスル（ホーシング）が流用された。
このボディは「エルグランド ジャンボタクシー」や、前席以外のシートが全て取り払われてキャンピングカーのベース車として販売された「エルグランド特装車」のベースにもなった。なお、エルグランドは2002年（平成14年）5月21日に3代目（E51型）にフルモデルチェンジを行ったが、パラメディックは仕様を限定しながら引き続きFLGE50/FLWGE50/FPGE50/FPWGE50型のまま、2017年（平成29年）12月まで継続販売されていた。
搭載するエンジンはライバル車のトヨタ・ハイメディックに対抗するため、V型6気筒のみの設定。エルグランドのフロントセクションを流用したことにより、4WD駆動方式はオールモード4X4にグレードアップした。
エクステリアのデザインは競合他社がワンモーションフォルムを2代目・ハイメディックに用いたのに対し、パラメディックは角型のデザインを用いた。
いすゞ自動車へも2代目スーパーメディックII（フィリーベース扱い）としてOEM供給がなされた。
2000年（平成12年）秋頃
小改良を実施。フロントタイヤの位置にオーバーフェンダーが装着された。
2001年（平成13年）8月6日
マイナーチェンジにより、エンジンをVG33E型からVQ35DEに変更。使用燃料も無鉛レギュラーガソリンから無鉛プレミアムガソリンに変更された。これによりライバル車のトヨタ・ハイメディックのエンジンスペック180PSを大幅に上回る240PSに向上した。カーナビゲーションは従来のCDナビゲーションからDVDナビゲーションに変更された。
また、専用オルタネーター容量を140 Ahから150 Ahに向上させるとともに、電動巻上げ装置付防振ベッドをオプション設定した。
2002年（平成14年）頃
いすゞ自動車の国内における乗用車市場撤退や事業の見直しにより、スーパーメディックIIの供給を終了。
2002年（平成14年）5月21日
ベースのエルグランドが2代目にフルモデルチェンジするが、本車両は初代エルグランドを使用し継続販売。
2003年（平成15年）9月17日
マイナーチェンジにより良-低排出ガス車に認定される。同時にフロントグリル・リアゲート用のLED方式の点滅警光灯をオプション設定に追加。
ルーフに貼り付けられる「NISSAN PARAMEDIC」の標準ロゴの文字色を初代から採用している青色から日産自動車のコーポレートカラーである赤色に変更し、トヨタ・ハイメディックとの差別化を図った。オプションで従来の青色に変更も可能だった。
2004年（平成16年） 9月
メーカーオプションのカーナビゲーションを、初代エルグランドから装備されていたポップアップ型モニター搭載のDVDナビゲーションから、ビルトイン型モニター搭載のHDDナビゲーションに変更。
2005年（平成17年） 4月
オートワークス京都湘南事業所での製造を開始。
2006年（平成18年） 1月
マイナーチェンジを実施。新灯火器規制などに対応するため、フォグランプ（ビルトインタイプ）とサイドターンランプを追加。
同時にヘッドランプ、フロントグリルのデザインをベースとなったE50型エルグランド後期型の顔つきに変更した。
2007年（平成19年） 9月
一部改良。平成17年排出ガス規制適合。
2008年（平成20年）7月4日
一部改良。平成17年基準排出ガス50%低減レベル、八都県市低公害車指定制度平成17年優低公害車、京阪神七府県市低排出ガス車指定制度の17LEVに適合。
2016年（平成28年）2月18日
パラメディックなど計2車種・1931台をリコール。内容は2015年（平成27年）12月に北海道で発生したイグニッションキーを回してもエンジンが始動しないトラブルに起因するもの。日産による調査の結果、運転席側ステップ内に配索されているハーネスの防水処理が不適切なため、靴底等に付着した雪や雨により室内に入った水がステップ部に流れてハーネスの保護カバー内に溜まり、浸水したハーネスの接続部が腐食・断線してECUがATセレクトレバーのギア位置を認識できなくなりエンジンがかからなくなっていた事が原因だった。
2017年（平成29年）末
約20年もの間生産していた2代目パラメディックの受注・生産が終了。3代目へバトンタッチされた。

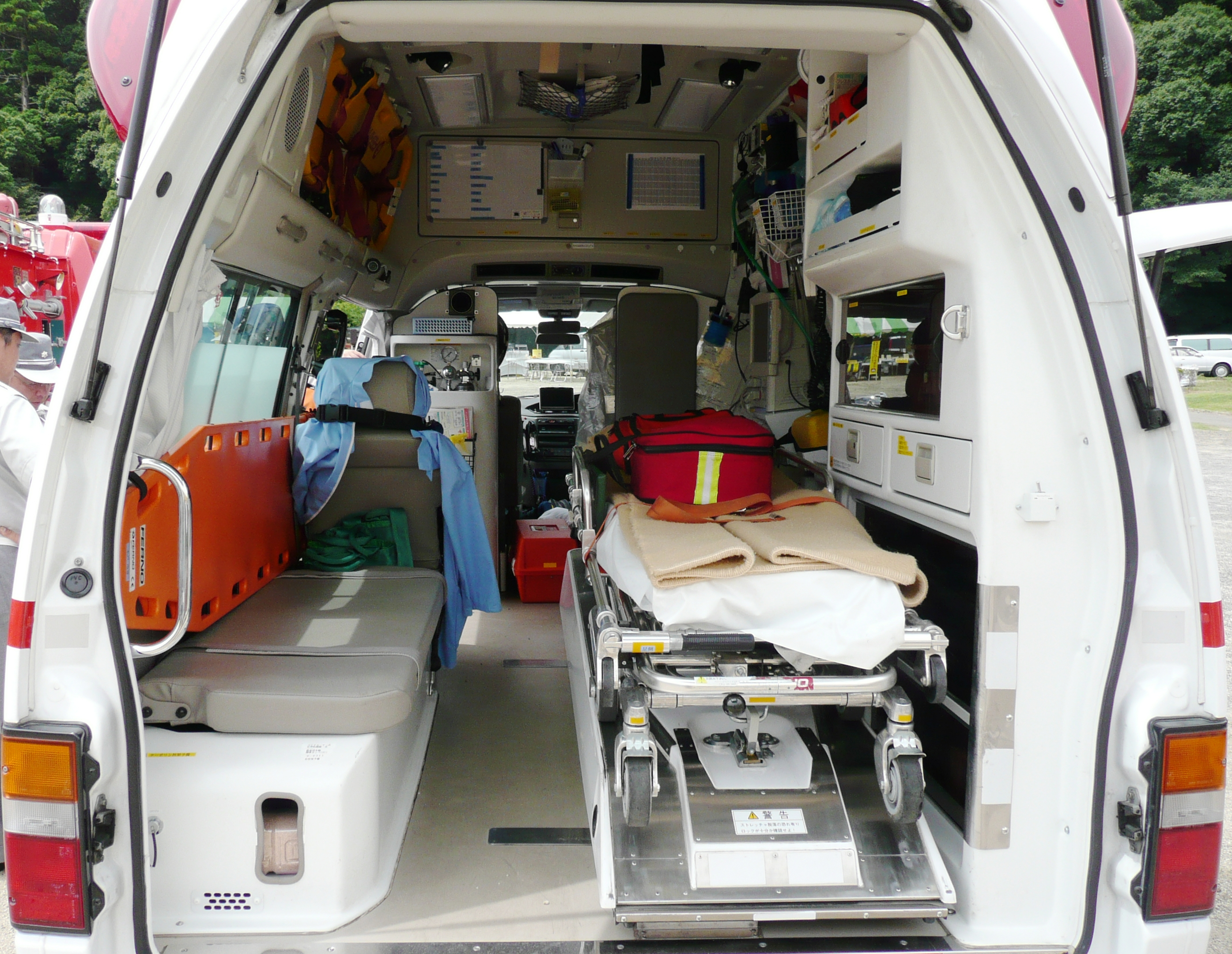
前期型車内
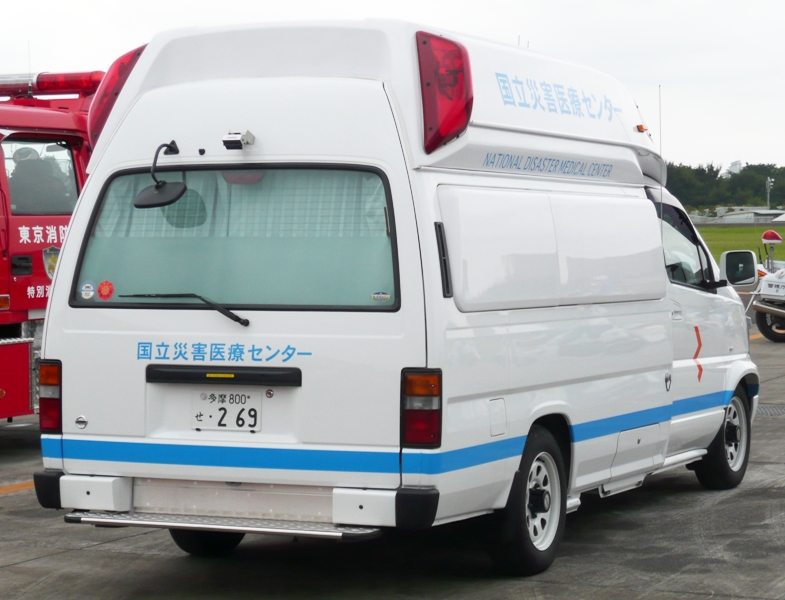
前期型リア （回転式赤色灯）
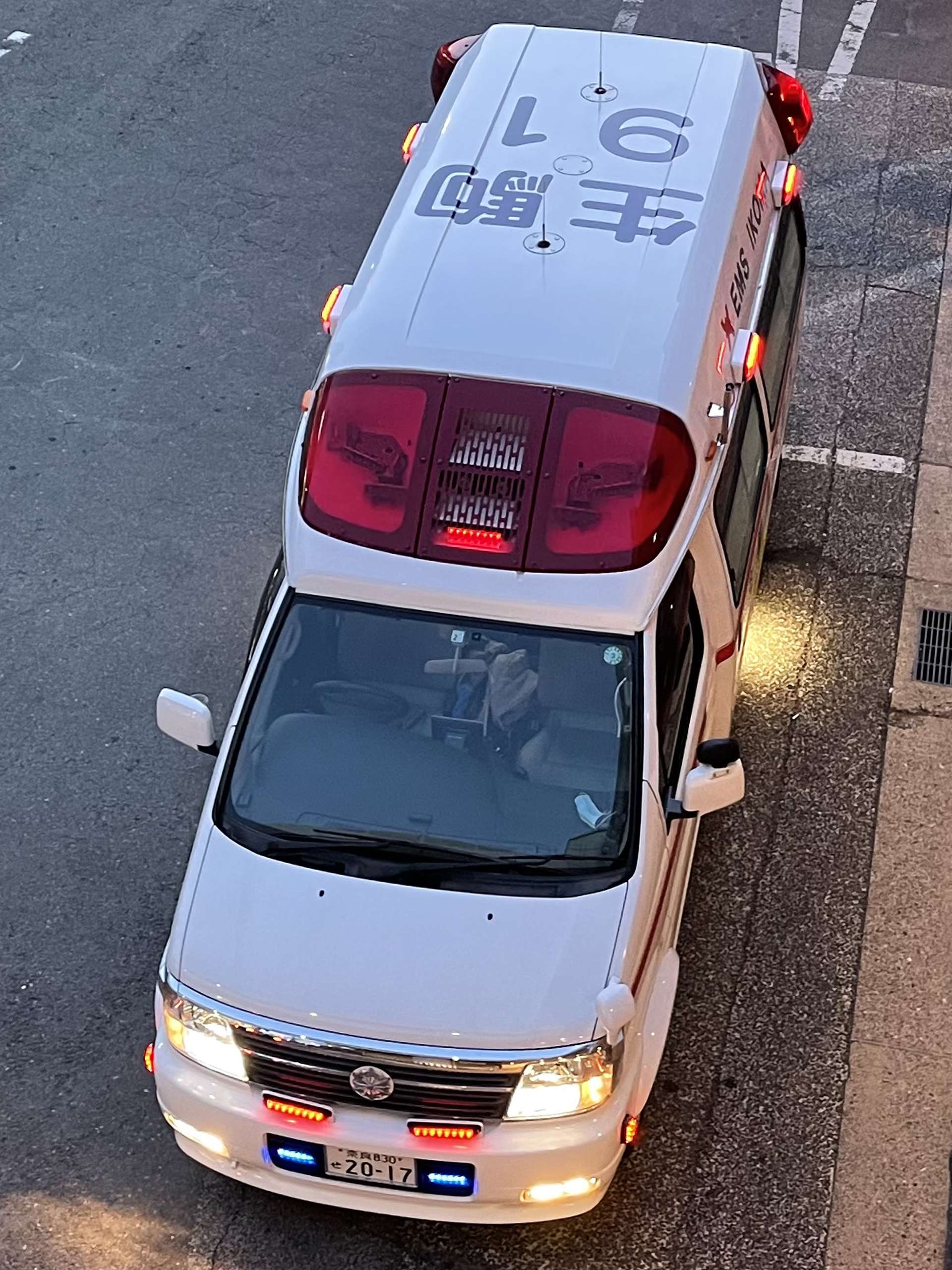
後期型上部
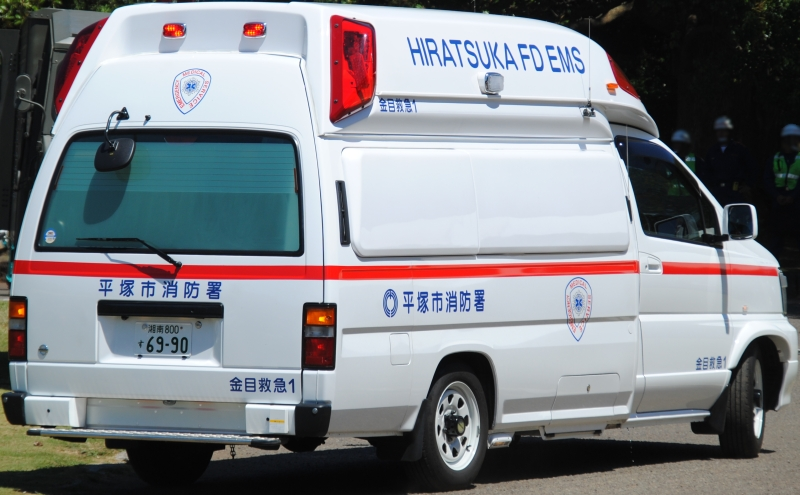
後期型リア （特注LED赤色灯装着車）
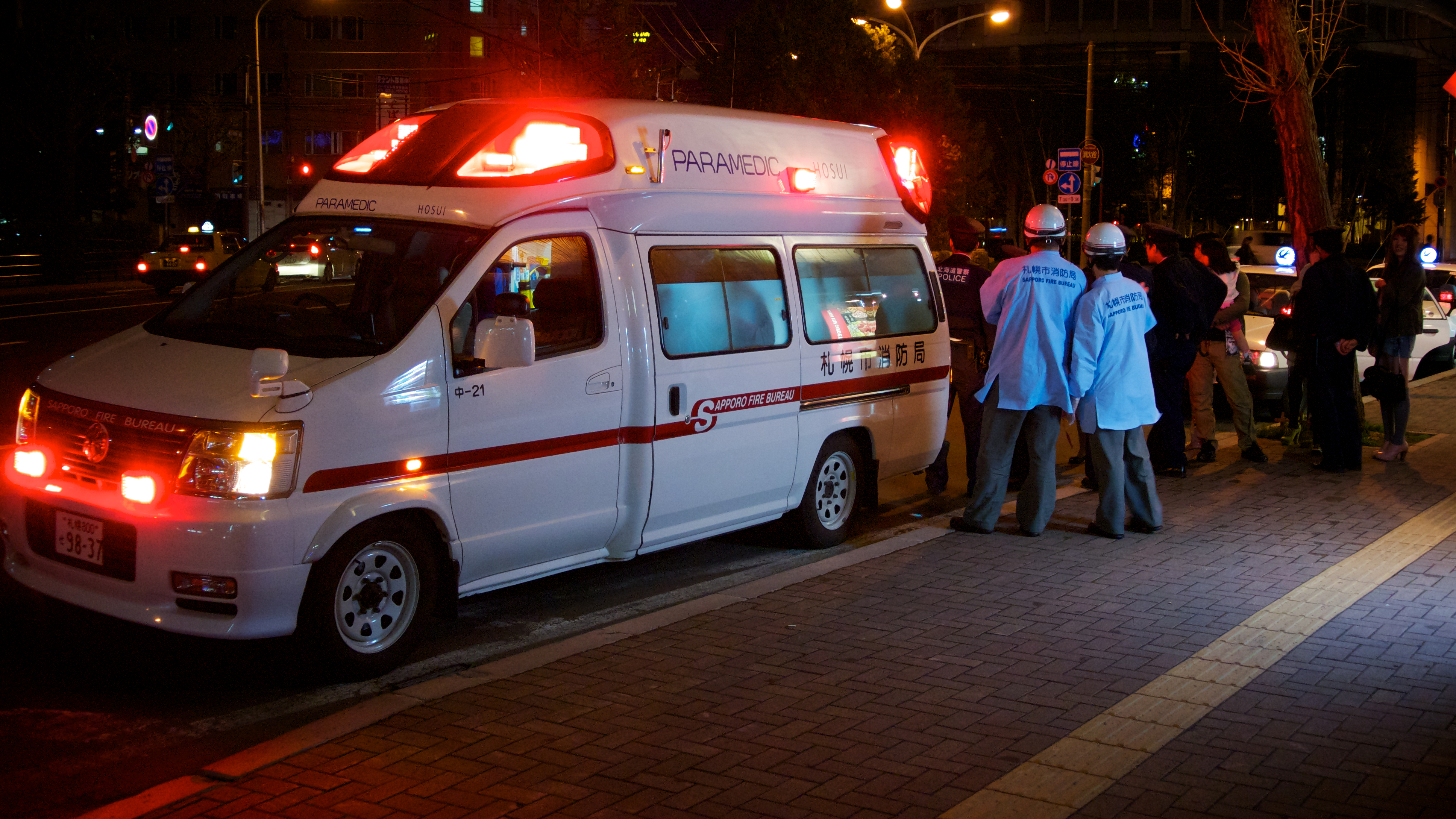
後期型灯火状態
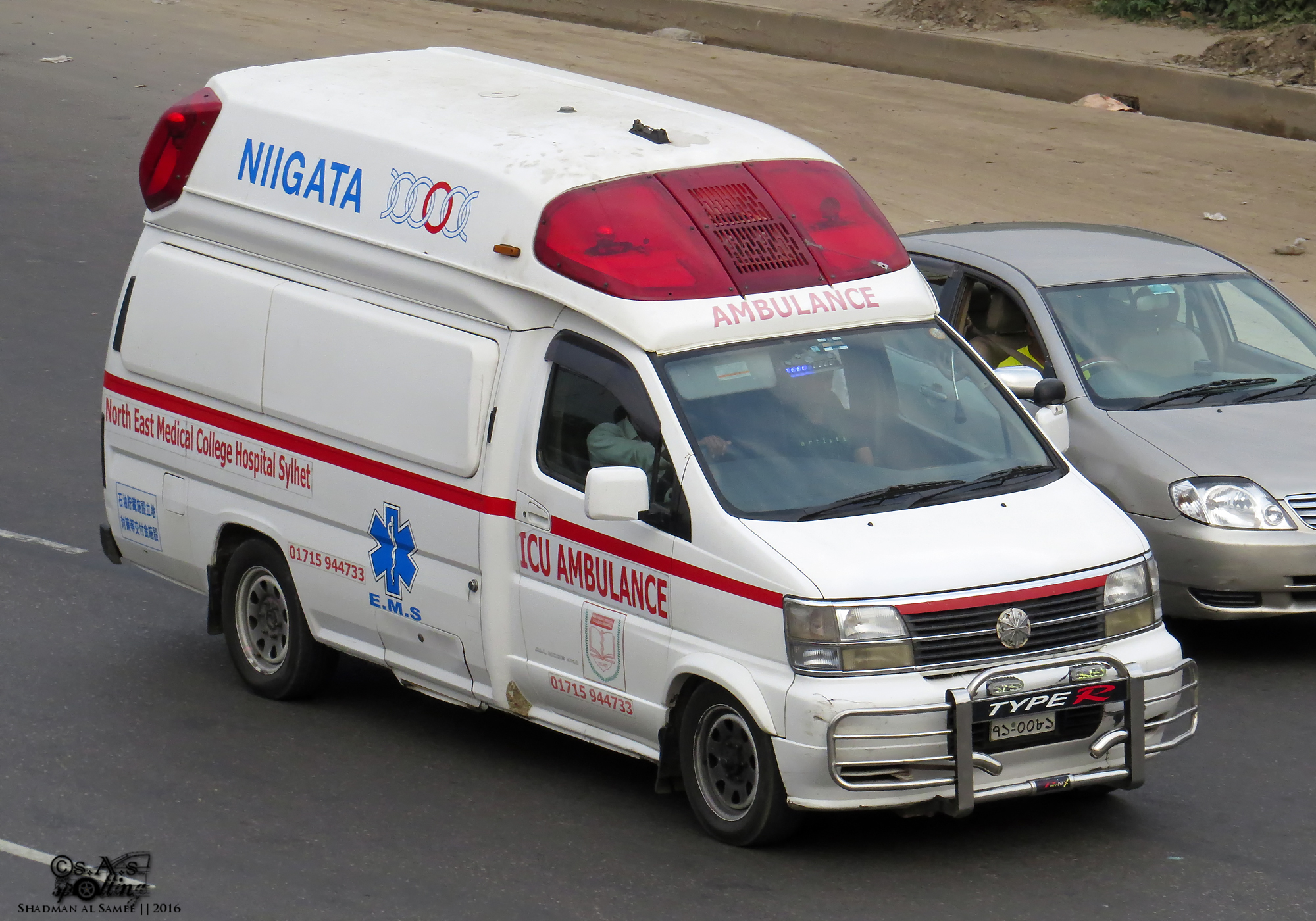
引退後バングラデシュに渡った車両

## 3代目（CS8E26型 2018年 - ）

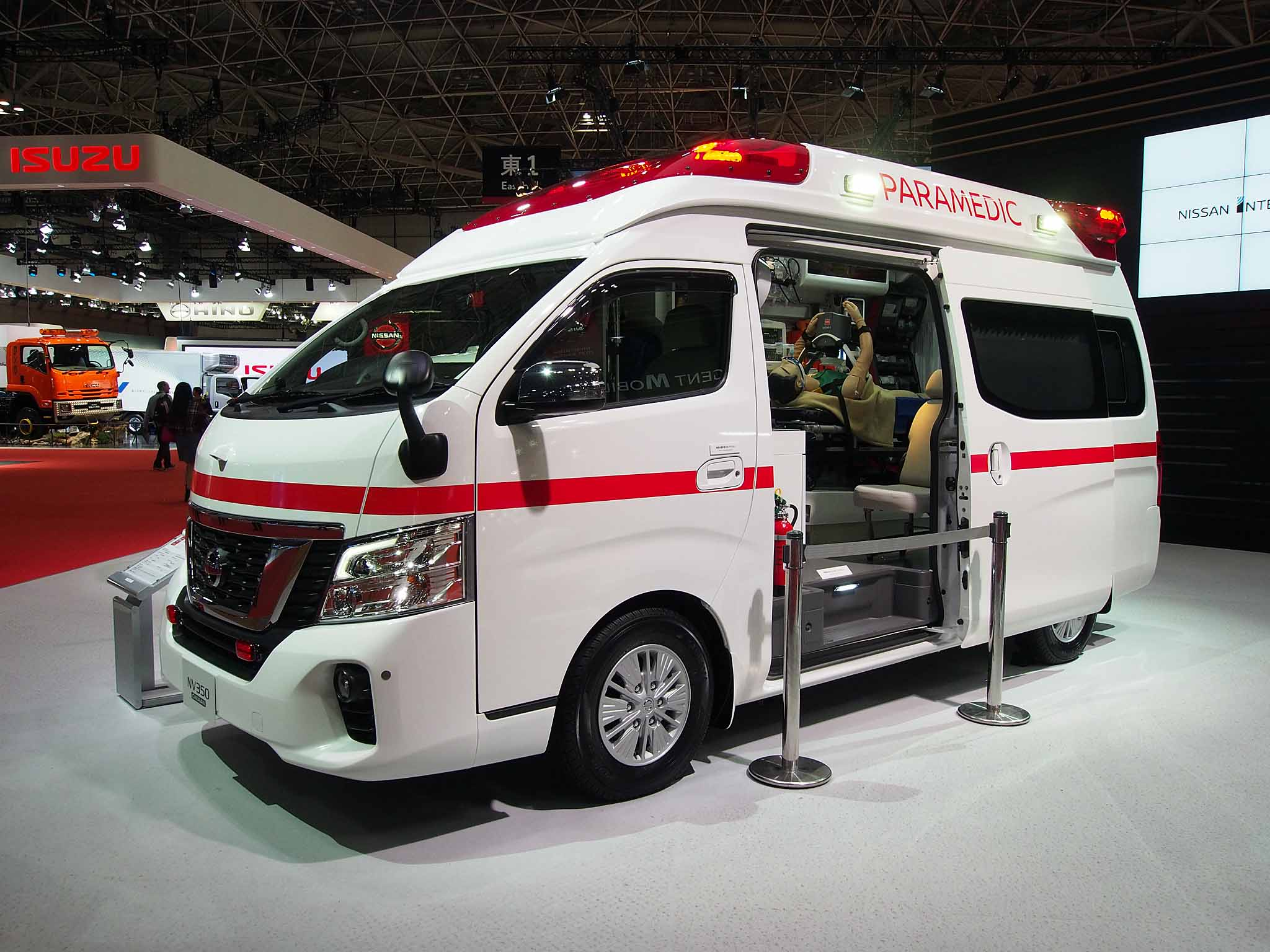
東京モーターショー2017参考出品車 （フロント）
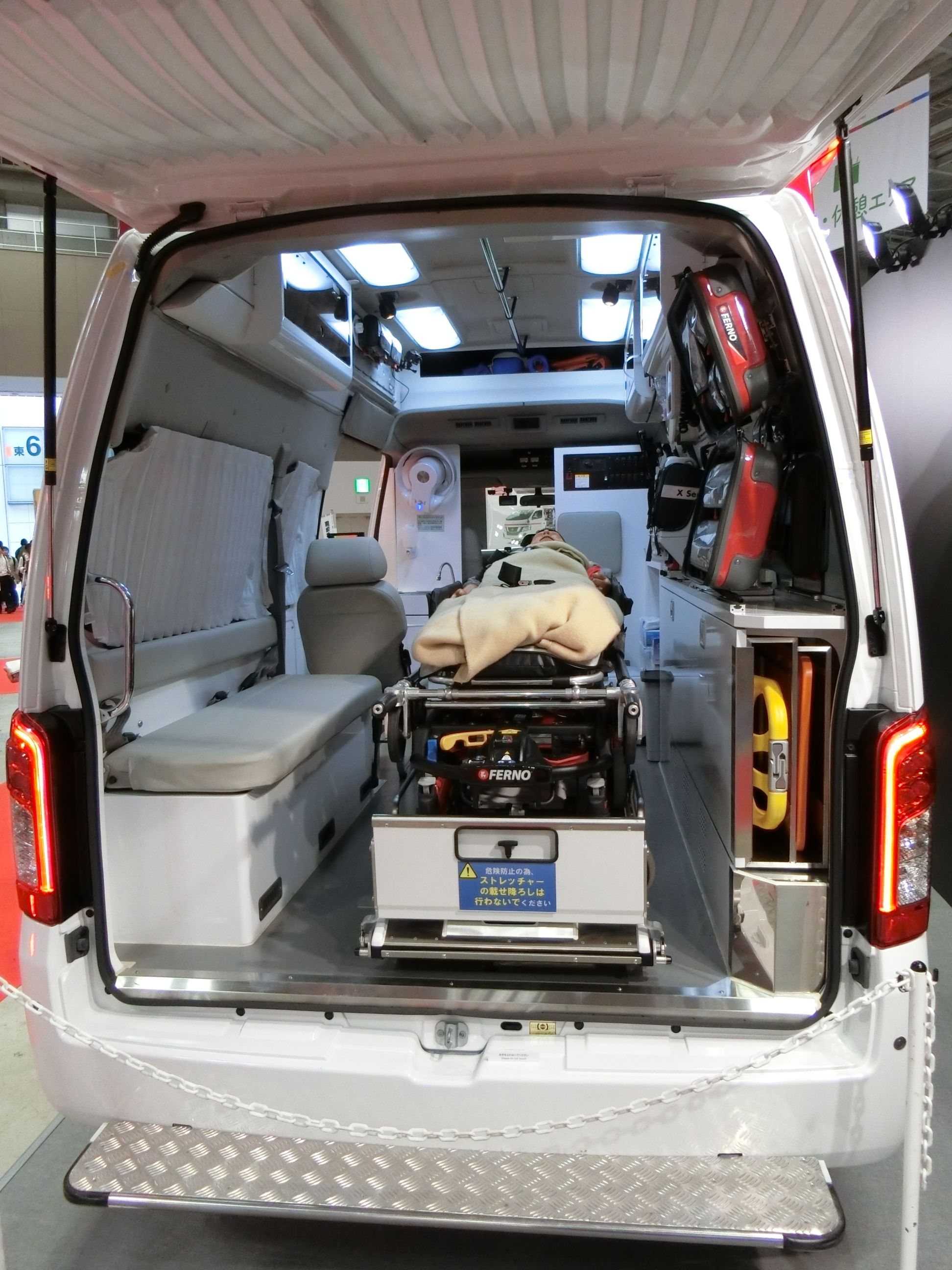
東京モーターショー2017参考出品車 （車内）
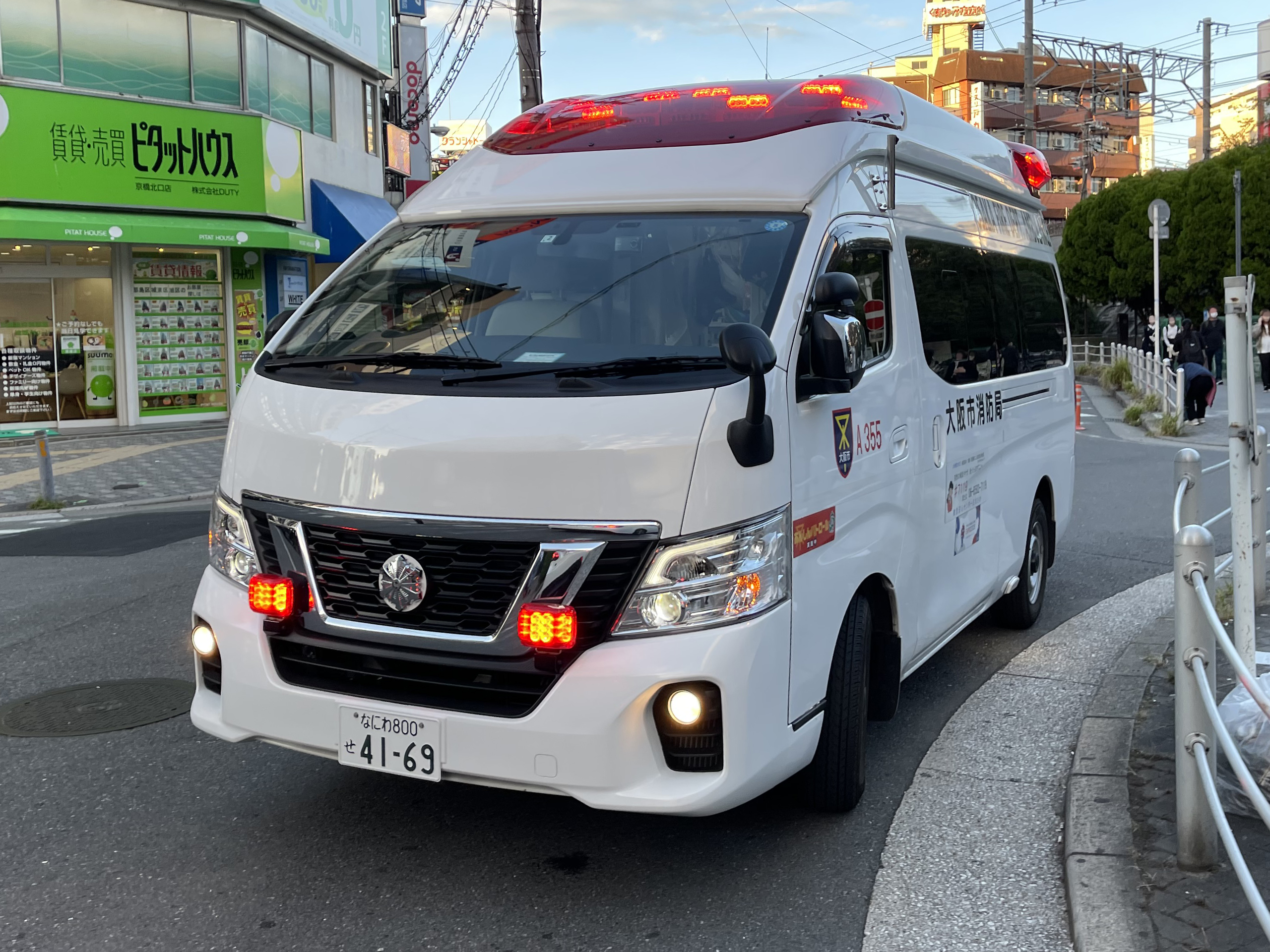
前期型 フロント （大阪市消防局）
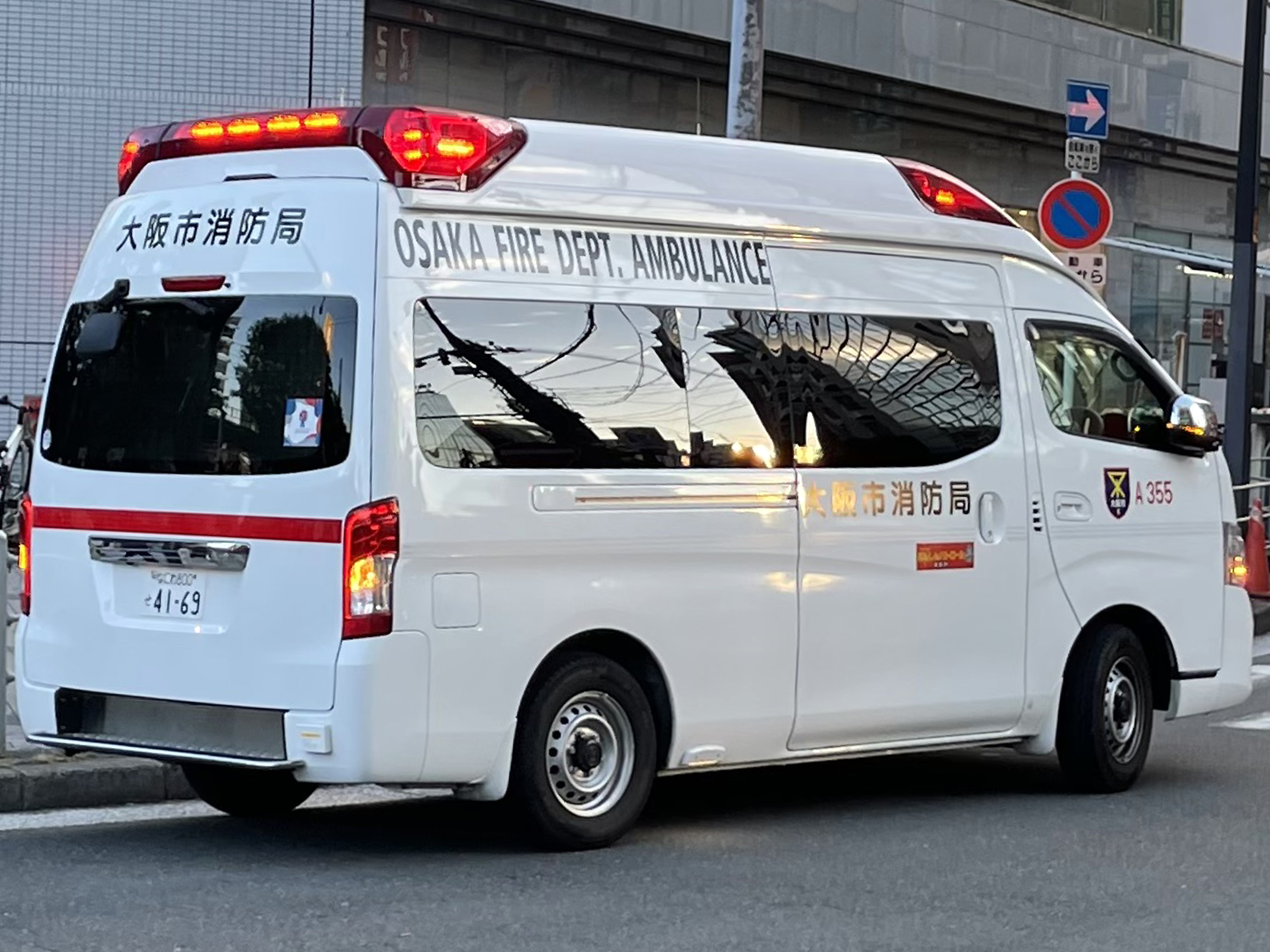
前期型 リア （大阪市消防局）

2017年10月
10月25日から開催された『東京モーターショー2017』にて一般公開。
3代目はNV350キャラバンのスーパーロング・ワイドボディがベースとなり、パワートレインは直列4気筒・QR25DEレギュラー仕様ガソリンエンジンと四輪駆動、5速AT（5M－ATx）の組み合わせとなる。
3.5LのV型6気筒エンジンを搭載していた先代と比較すると大幅なパワーダウンとなるが、燃費を向上させて運用コストと排出ガスの削減を達成している。動力性能の低下部分はベース車両に対し最終減速比をローギアード化してカバーしている。
2代目に比べて全長と全幅が短くなったことで、最小回転半径が6.4mから6.0mとなった。一方で全高は2代目よりも高くなったほか、通路幅を400mm以上確保。患者室にはプラズマクラスター搭載リアクーラー・リアヒーターや防水シートが標準装備され、付添人が最大3人（乗車定員8名。ただし架装物によっては定員減となる場合あり）同乗可能になった。
ヘッドランプ・リアコンビランプはLED化し、常時点灯型のシグネイチャーを採用した。警光灯もオールLED式を引き続き採用し2代目の時から増設要望が多かった車両後部中央に4灯ビルトインタイプLED警光灯をメーカーオプションで増設可能にして周囲の車両からの被視認性を向上させている。
2代目では左側（助手席側）のみだったスライドドアは右側（運転席側）にも設けられて両側となり、各種収納庫が設けられた。
参考出品車として、消費電力の高い機器を安定して利用する事ができ、停車中のエンジン回転数を抑制して低燃費、低騒音を実現する電気自動車のリーフの技術を応用した1.6kWhのリチウムイオン補助バッテリー搭載タイプが展示されていたが、2025年現在、市販化の発表はまだされていない。
2020年4月
日本の救急車初となる電動ストレッチャーシステムをオプションとして追加。
2022年4月
ベースのキャラバンが2021年10月にマイナーチェンジしたことに伴い、パラメディックも同様にマイナーチェンジ（中期型）。
ミッションを5速ATから7速ATに多段化し、動力性能、燃費性能、高速走行時の静粛性を向上させたほか、メーターが5インチTFTディスプレイを備えた新型のファインビジョンメーターになった。
また、ステアリングが下端部をフラットにした新形状のD型ステアリングに変更された。
外観もフロントグリル・バンパーのデザインを刷新し、フロント・リアとステアリングの日産エンブレムを2020年7月に改定された新CIに変更。
歩行者の検知が可能な「インテリジェント エマージェンシーブレーキ」と道路周辺の明るさに合わせてハイビームとロービームを自動で切り替えるハイビームアシストが標準装備となり、安全性が向上した。
オプションとして電子シェードや、ウィンカーなどに連動して赤色警光灯の点滅が変化する可変ビーコンを設定した。可変ビーコンは大阪サイレン製サイレンアンプとの組み合わせで動作するようになっている。
- 東京モーターショー2017参考出品車
（フロント）
- 東京モーターショー2017参考出品車
（車内）
- 前期型 フロント
（大阪市消防局）
- 前期型 リア
（大阪市消防局）

## 車名の由来
「Paramedic」（パラメディック）とは、救急救命士などの（医師を除く）医療従事者のことである（日本では和製英語の「コ・メディカル」が浸透している）。また「Paramedic」は、アメリカ合衆国などでは高度な救命・緊急医療処置が可能である救急隊員（日本でいう救急救命士だが、日本の救急救命士と比べても圧倒的に行える処置が多い）を指し、さらに日本の救急救命士の英語訳に使われる。詳細はパラメディックを参照。

## 艤装・製造・販売
- 製造・艤装 - オートワークス京都湘南事業所（神奈川県平塚市、2005年4月より。それ以前はオーテックジャパン）
- 販売 - 日産自動車ディーラー（レッドステージ・ブルーステージ・日産・レッド&ブルーステージ）